# التعليم في لاتفيا

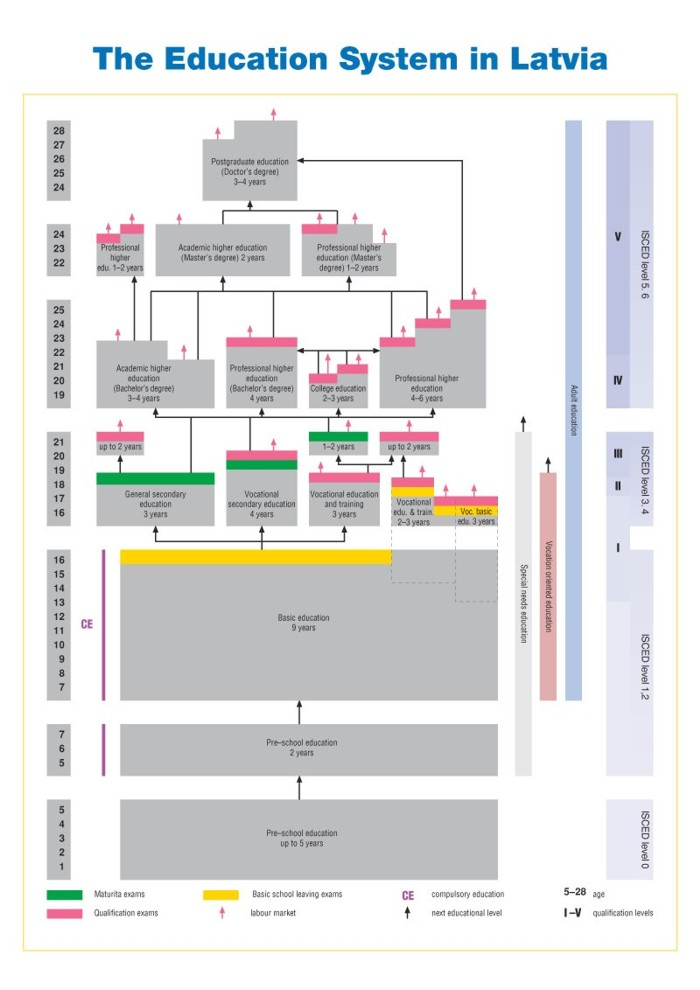

التعليم في لاتفيا مجاني وإجباري لغاية سن الـ15 أو حتى نهاية مرحلة التعليم الابتدائي. في عام 1996، كان نسبة الالتحاق بالمدارس الابتدائية 95.8 من المائة. عدد الأطفال الذين لم يلتحقوا بالمدارس الابتدائية تواصل في الارتفاع لغاية 2001، وقد تم غلق العديد من المدارس في المناطق الريفية.
مكانة لغات الأقليات كان سبب العديد من الاحتجاجات العارمة في عام 2003-2004.
استنادا لإحصاءات منظمة اليونيسكو فإن 4720 طالبا لاتفيا يدرسون في الخارج، وأغلبهم في المملكة المتحدة، روسيا وألمانيا. كما أن 1760 طالبا أجنبيا يدرسون في لاتفيا، أغلبهم من روسيا، أكرانيا وليتوانيا.